# ヴァスコン人

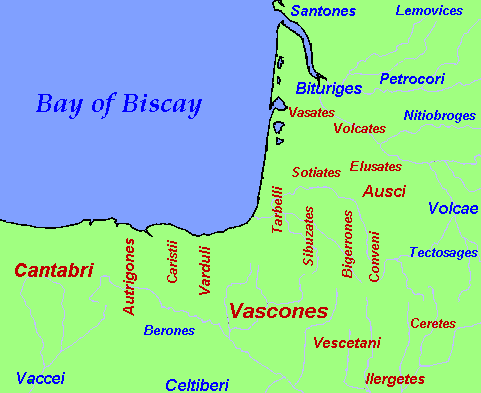
ヴァスコン人の位置（赤が前インド・ヨーロッパ語族、青がケルト人）

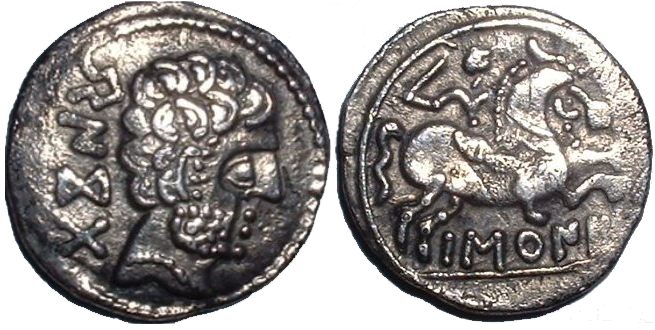
イベリア語が刻まれた硬貨。ヴァスコン人に関連する言語とみなされている

ヴァスコン人 （ラテン語:gens vasconum）は、古代にローマ人たちがやってきたとき、イベリア半島にいた民族。彼らは現在のナバラ州、ラ・リオハ州の低地、アラゴン州の北西部に至る地域で暮らしていた。その名から、彼らは現在のバスク人の祖先と考えられている。

## ローマ時代
アクイタニア人やカンタブリア人とは違い、ヴァスコン人は自らの地位をローマ帝国と交渉したようである。セルトリウスの乱において、グナエウス・ポンペイウスはヴァスコン人の土地に本拠地であるポンパエロ（パンプローナ）をつくった。エブロ川谷（Ager Vasconum）地域のローマ化は大きく進んだが、サルトゥス山地（Saltus）では限定的だった。サルトゥスにおけるローマ文明の痕跡は、ビダソア川河口の左岸にあったかつての町オイアッソのみである。ヴァスコン人の土地はローマ人にとってヒスパニア北部とガリア南西部を結ぶ交通の要所でもあった。
ヴァスコン人の土地には、ヴィッラの焼け跡や駐屯部隊に支払われた多量の硬貨が発掘されるなど、4世紀から5世紀に起こった動乱の痕跡が残されている。多くの歴史家たちは、これを封建化に反対するバガウダエ叛徒、ヒスパニアやガリアの暴徒化した農民）と結び付けている。この時より既に、ヴァスコン人とバスク語を話す人々を区別することが不可能となっており、ひとまとめにしてヴァスコン人と呼ばれた。

## 中世初期
407年、ヴァスコン人勢力はローマ人ディディムスとヴェリニアムスの指揮の下、攻め入って来たヴァンダル族、アラン族、スエビ族を撃退したが、409年にはゲルマン人とサルマティア人がイベリア半島に侵入する。この侵略に対し、ローマ帝国と、不安を覚えたヴァスコン人とが採った策は、西ゴート族に対してヒスパニア・タラコネンシスとアクイタニアを与え、その見返りとして同盟軍としての協力を得る条約を結ぶことであった。ほどなくして西ゴート族はヴァンダル族をアフリカへ追い出した。
7世紀と8世紀には、イル・ド・レ島とオレロン島がヴァセティアン諸島（Vacetae Insulae）と呼ばれていたと、イストリアのアエティクスが伝えている。ヴァセティ（Vaceti）とはヴァスコン人の別名である。
独立したヴァスコン人たちは、メロヴィング朝のもとで初の政治形態を安定化させた。このヴァスコニア公国の南部国境は、詳細が不明なままである。この公国は後にガスコーニュになった。イスラム教徒の侵攻後、カール・マルテルによってヴァスコニア公国はフランク王国に再統合されて、ピレネー山脈南麓の土地はパンプローナを中心に再編された。サラゴサの征服に失敗したカール大帝によってパンプローナの城壁は破壊されたが、その後のロンスヴォーの戦いで、ヴァスコン人はカール大帝の後衛部隊を全滅させている（778年）。それから数十年後、ナバラ王国の前身となるパンプローナ王国がつくられた。

## 参照
1. ↑  Collins, 214.